# 20371 Ekladyous
20371 Ekladyous è un asteroide della fascia principale. Scoperto nel 1998, presenta un'orbita caratterizzata da un semiasse maggiore pari a 2,7545742 UA e da un'eccentricità di 0,0727953, inclinata di 6,21046° rispetto all'eclittica.